# Lijst van personen overleden in augustus 2025
Dit is een lijst van bekende personen die zijn overleden in augustus 2025.

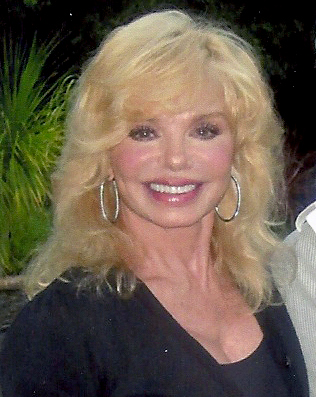
Loni Anderson
3 augustus

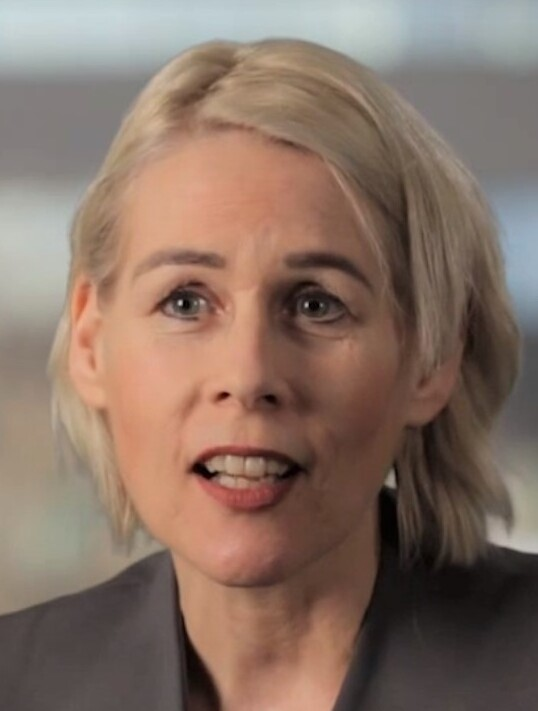
Andrea Evers
4 augustus

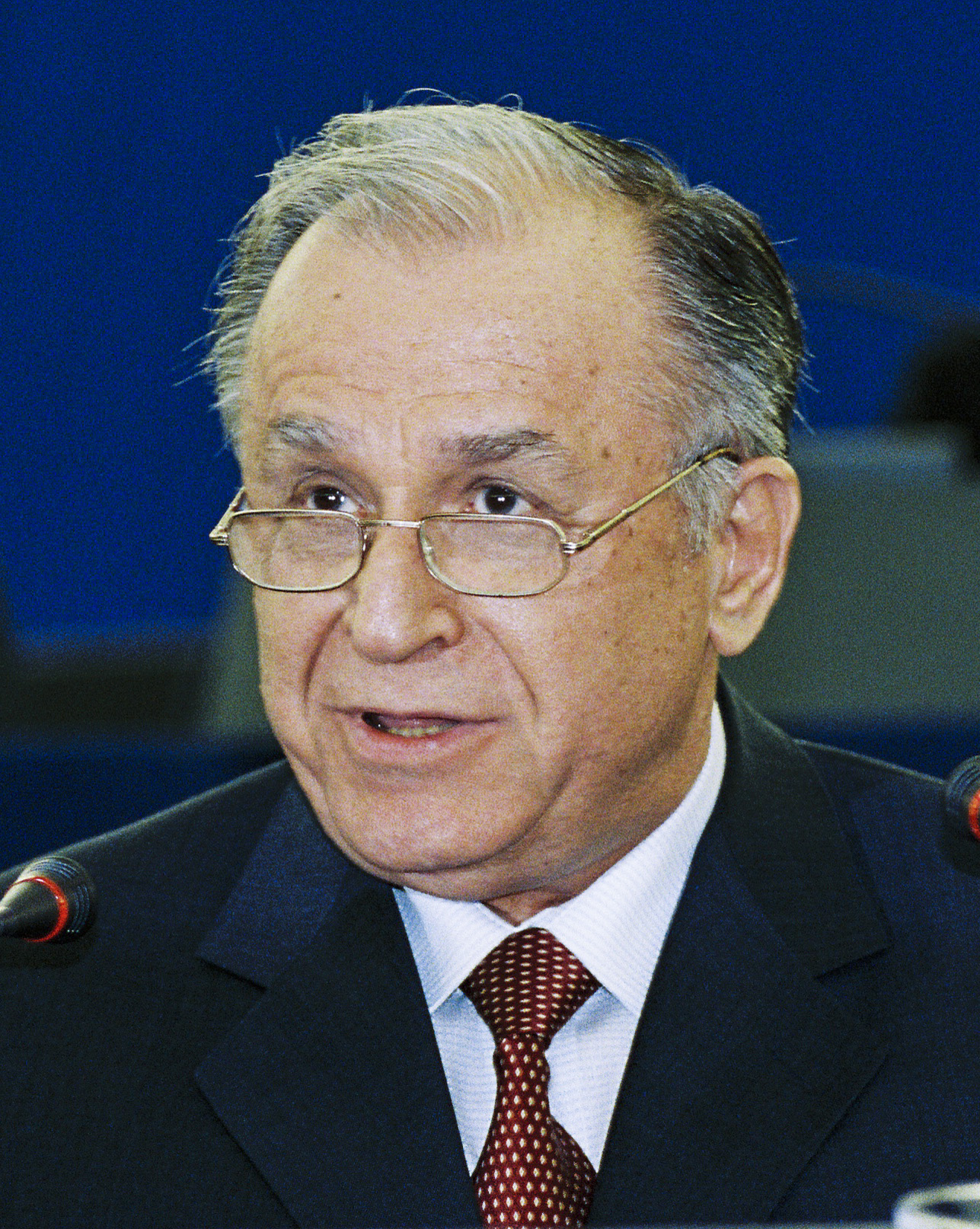
Ion Iliescu
5 augustus

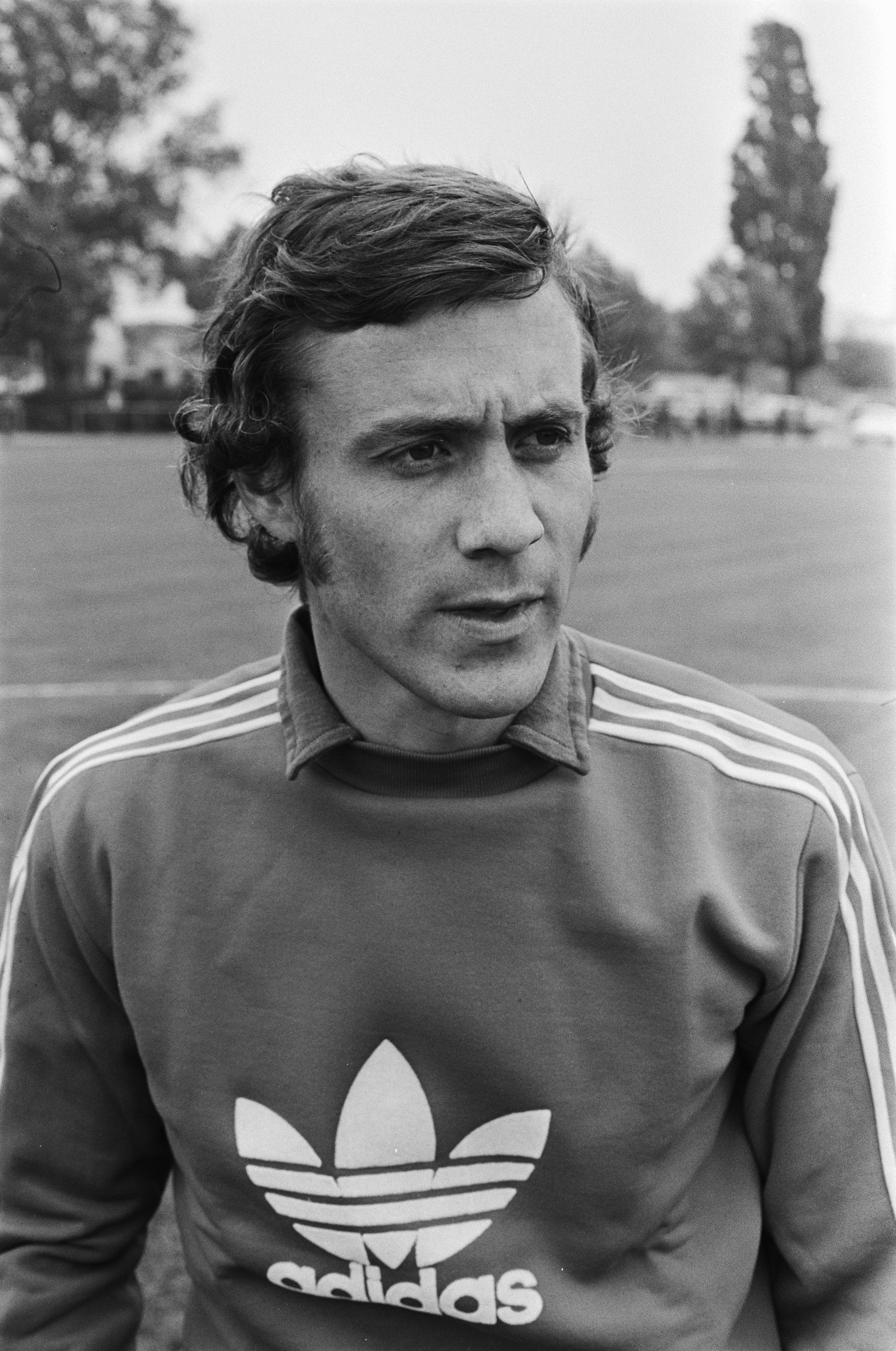
Ove Kindvall
4 of 5 augustus

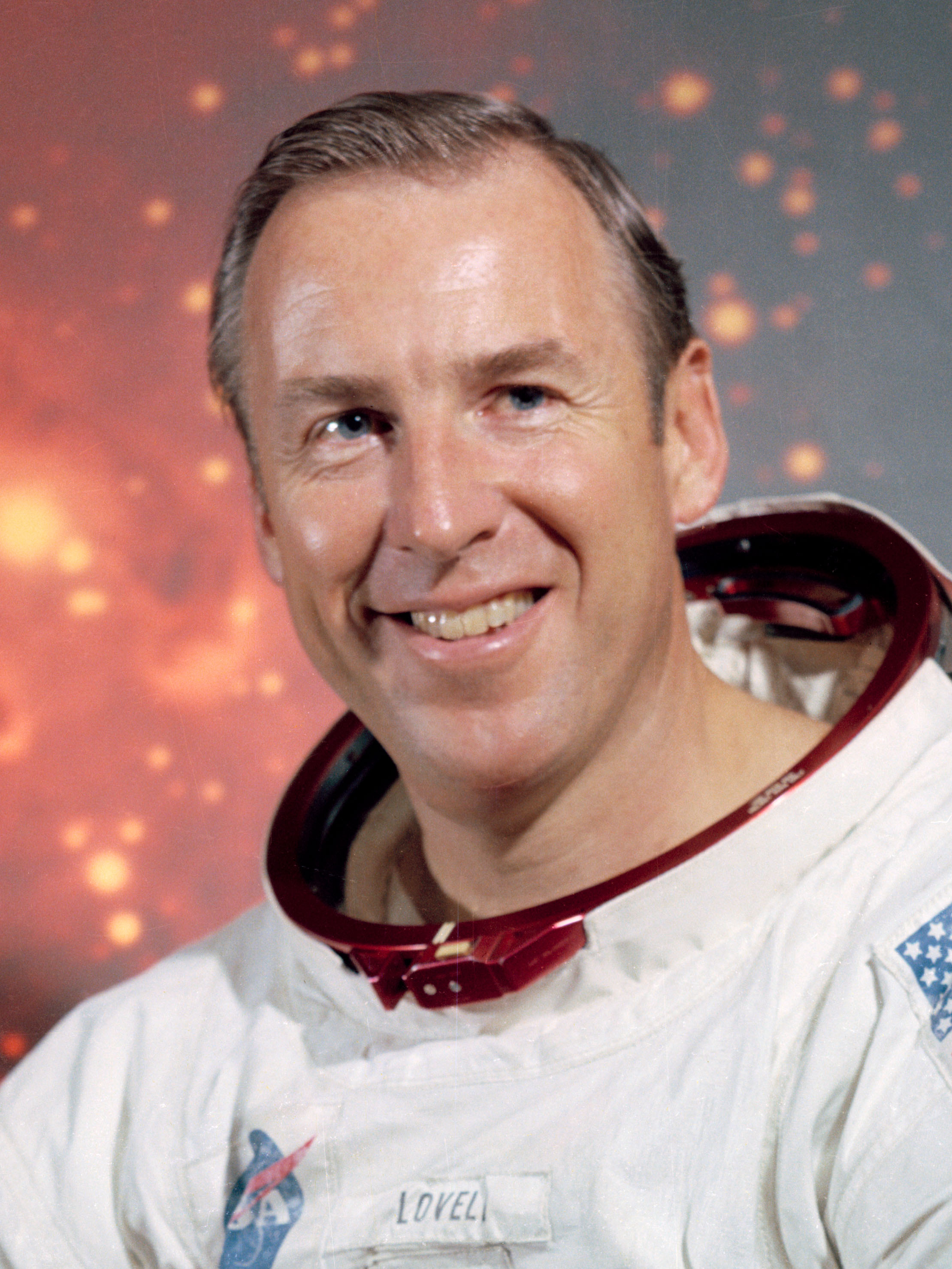
Jim Lovell
7 augustus

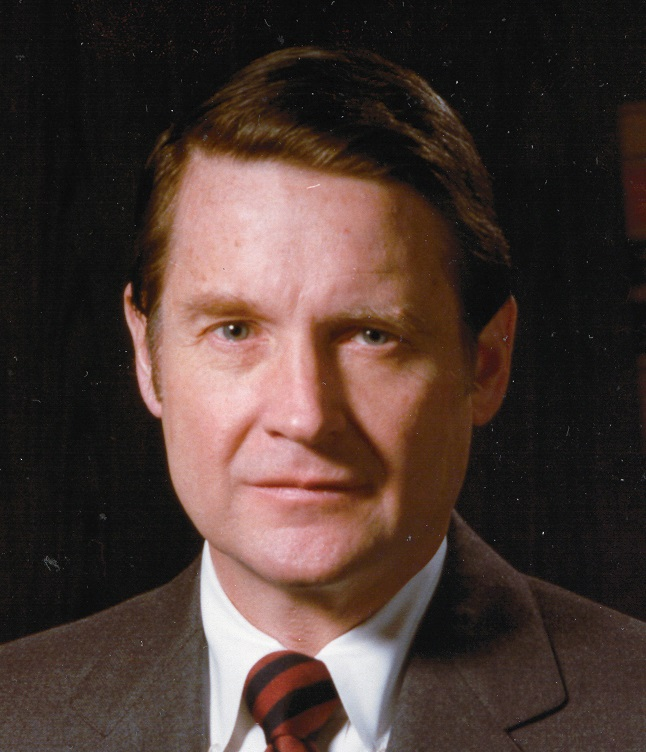
William Webster
8 augustus

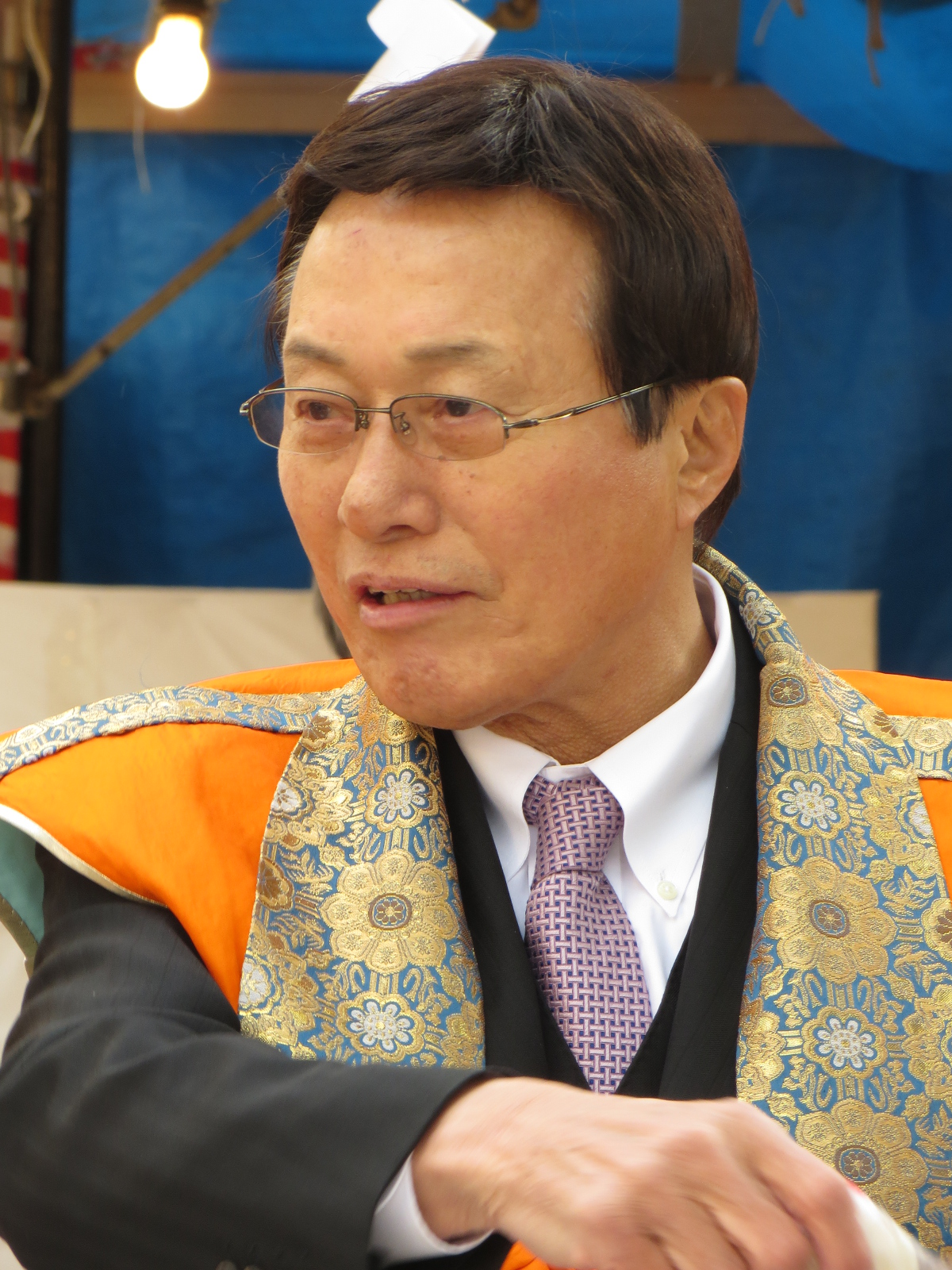
Kunishige Kamamoto
10 augustus

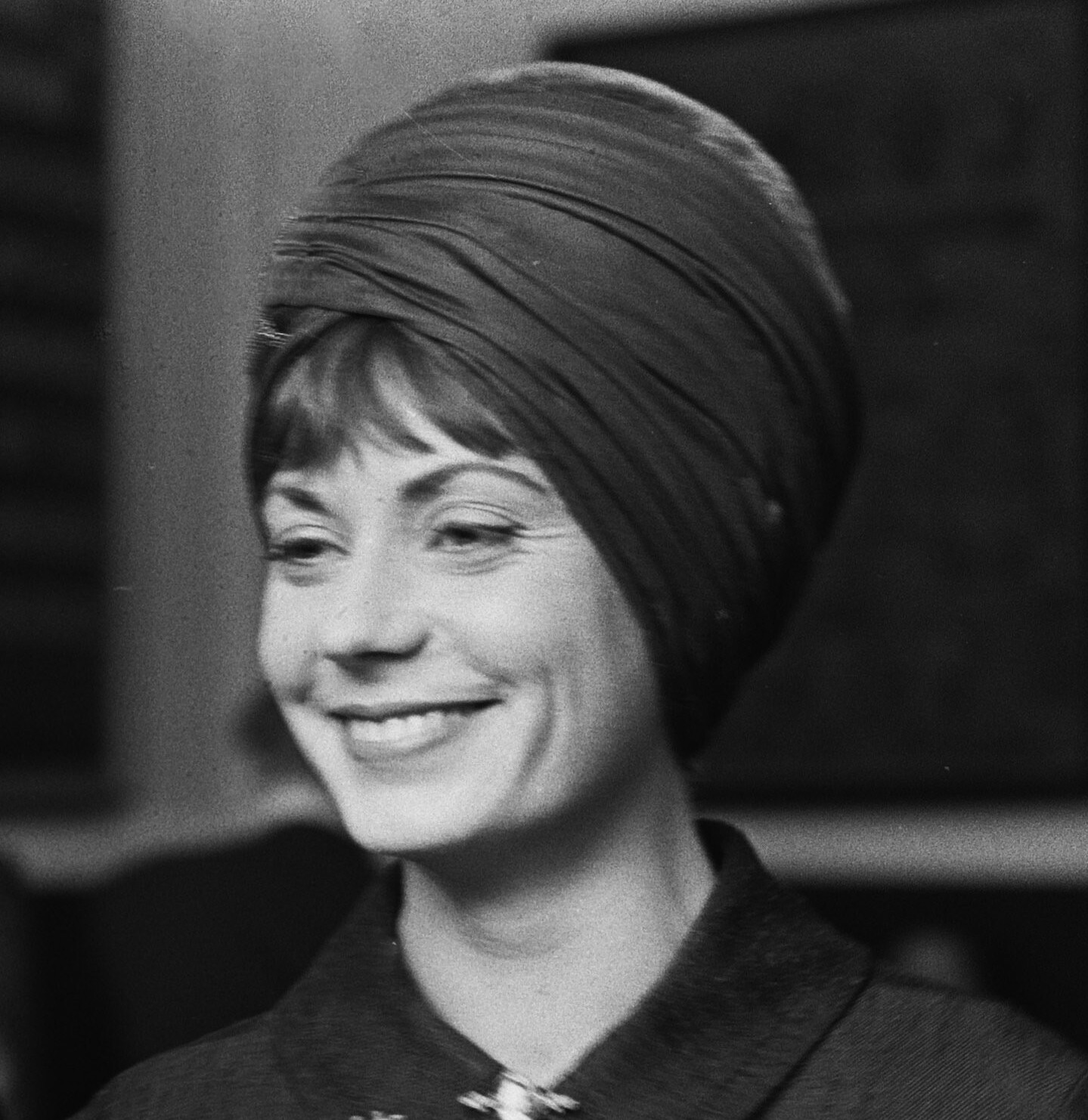
Ingeborg Elzevier
14 augustus

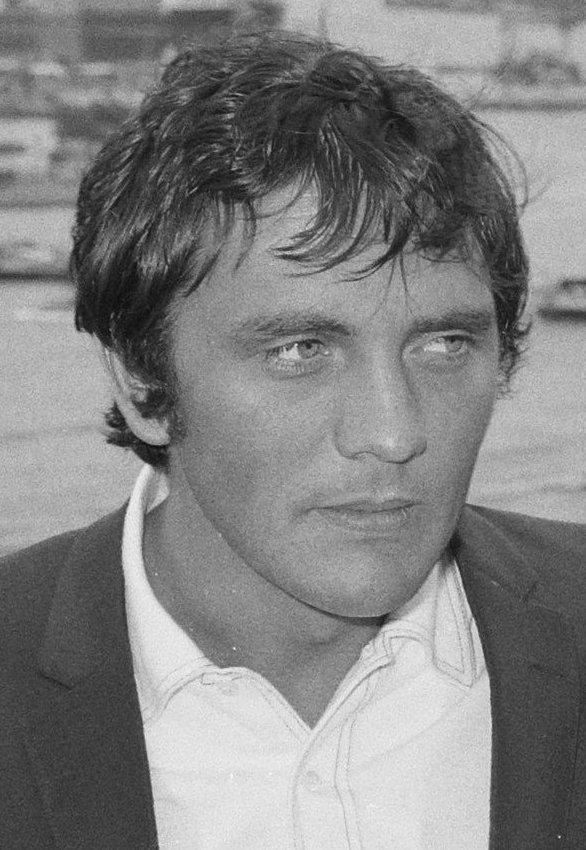
Terence Stamp
17 augustus

| 1 | 2 | 3 | 4 | 5 | 6 | 7 | 8 | 9 | 10 | 11 | 12 | 13 | 14 | 15 | 16 | 17 | 18 | 19 | 20 | 21 | 22 | 23 | 24 | 25 | 26 | 27 | 28 | 29 | 30 | 31 |
| - | - | - | - | - | - | - | - | - | -- | -- | -- | -- | -- | -- | -- | -- | -- | -- | -- | -- | -- | -- | -- | -- | -- | -- | -- | -- | -- | -- |

### 1 augustus
- Etienne Cocquyt (90), Belgisch kok en mediapersoonlijkheid[1][2]
- Jonathan Kaplan (77), Amerikaans filmproducer en regisseur[3]
- Jeannie Seely (85), Amerikaans countryzangeres en liedjesschrijfster[4]

### 2 augustus
- Norman Eshley (80), Brits acteur[5]
- Kelley Mack (Kelley Klebenow) (33), Amerikaans actrice[6]
- Vladimir Popov (63), Russisch worstelaar[7]
- Howie Tee (Howard Thompson) (61), Brits dj en producer[8]

### 3 augustus
- Loni Anderson (79), Amerikaans actrice[9]
- Christof Chapsis (34), Belgisch zanger, acteur en model[10][11]
- Stella Rimington (90), Brits veiligheidsambtenaar en auteur[12]
- Ercole Spada (88), Italiaans autodesigner[13]

### 4 augustus
- Andrea Evers (58), Duits-Nederlands gezondheidspsycholoog en hoogleraar[14]
- Talgat Moesabajev (74), Kazachs ruimtevaarder[15]
- Jane Morgan (Jane Currier) (101), Amerikaans zangeres[16]
- Terry Reid (75), Brits gitarist[17]
- Eldar Sjengelaia (92), Georgisch filmmaker en politicus[18]
- James Whale (74), Brits radio- en televisiepresentator en schrijver[19]

### 5 augustus
- Salvador Chuliá Hernández (81), Spaans dirigent, componist en muziekpedagoog[20]
- Jorge Costa (53), Portugees voetballer en voetbaltrainer[21]
- Ion Iliescu (95), Roemeens politicus[22]
- Nancy King (Nancy Whalley) (85), Amerikaans jazzzangeres[23]
- Frank Mill (67), Duits voetballer[24]
- Kjell-Erik Ståhl (79), Zweeds langeafstandsloper[25]

### 6 augustus
- Suleiman al-Obeid (41), Palestijns voetballer[26]
- Tony De Pauw (70), Belgisch ondernemer[27]
- Eddy Palmieri (88), Amerikaans pianist, bandleider en componist[28]

### 7 augustus
- Heinz Hardt (88), Duits politicus en ingenieur[29]
- Jim Lovell (97), Amerikaans ruimtevaarder[30]
- Luc Misson (72), Belgisch advocaat[31][32]
- Myint Swe (74), Myanmarees president[33]

### 8 augustus
- Arlindo Cruz (66), Braziliaans muzikant en componist[34]
- Estanislao Karlic (99), Argentijns kardinaal[35]
- William Webster (101), Amerikaans topambtenaar en jurist[36]

### 9 augustus
- Eef Bos (78), Nederlands hoofdredacteur[37]
- Steve Shirley (91), Brits-Duits zakenvrouw en filantroop[38]

### 10 augustus
- Graham Fenton (78), Brits zanger[39]
- Kunishige Kamamoto (81), Japans politicus en voetballer[40]
- Wienus Schook (87), Nederlands voetballer[41]
- Anas al-Sharif (28), Palestijns journalist[42]
- Bobby Whitlock (77), Amerikaans toetsenist[43]

### 11 augustus
- Sheila Jordan (96), Amerikaans jazzzangeres[44]

### 12 augustus
- Bob Maes (100), Belgisch politicus[45]
- Peter Molthoff (101), Nederlands burgemeester en verzetsstrijder[46]
- Ronnie Rondell (88), Amerikaans stuntman[47]

### 13 augustus
- Joop Niezen (89), Nederlands voetballer, sportjournalist en radiopresentator[48]
- George Ramjiawansingh (71), Surinaams kunstenaar[49]
- Kars Veling (77), Nederlands politicus[50]

### 14 augustus
- Ingeborg Elzevier (89), Nederlands actrice[51]
- Nicanor Perlas (75), Filipijns activist en politicus[52]
- Bernardo Ruiz (100), Spaans wielrenner[53]
- Mats Wahl (80), Zweeds jeugdschrijver[54]

### 15 augustus
- Rainer Holbe (85), Duits televisiepresentator, auteur en journalist[55]
- Greg Iles (65), Amerikaans thrillerschrijver[56]
- JOMI (Josef Michael Kreutzer) (73), Duits pantomimespeler[57]
- Javier Lambán (67), Spaans politicus[58]

### 16 augustus
- Pippo Baudo (89), Italiaans televisiepresentator[59]
- Fernando Cruz (84), Portugees voetballer[60]
- Jules Witcover (98), Amerikaans journalist, columnist en auteur[61]

### 17 augustus
- Paolo Angioni (87), Italiaans ruiter[62]
- Joe Caroff (103), Amerikaans grafisch ontwerper[63]
- Terence Stamp (87), Brits acteur[64]

### 18 augustus
- Herman Candries (93), Belgisch politicus, mediafiguur en militair[65]

### 19 augustus
- Martin Laamers (58), Nederlands voetballer[66]
- Razak Omotoyossi (39), Benins voetballer[67]
- Eemeli Peltonen (30), Fins politicus[68]
- Johan Vermeersch (73), Belgisch voetballer en zakenman[69]

### 20 augustus
- Frank Caprio (88), Amerikaans jurist en politicus[70]

### Datum onbekend
- Ove Kindvall (82), Zweeds voetballer[71][72]
- Walter Swennen (79), Belgisch kunstenaar[73]

januari · februari · maart · april · mei · juni · juli · augustus
1900 ·
1901 ·
1902 ·
1903 ·
1904 ·
1905 ·
1906 ·
1907 ·
1908 ·
1909 ·
1910 ·
1911 ·
1912 ·
1913 ·
1914 ·
1915 ·
1916 ·
1917 ·
1918 ·
1919 ·
1920 ·
1921 ·
1922 ·
1923 ·
1924 ·
1925 ·
1926 ·
1927 ·
1928 ·
1929 ·
1930 ·
1931 ·
1932 ·
1933 ·
1934 ·
1935 ·
1936 ·
1937 ·
1938 ·
1939 ·
1940 ·
1941 ·
1942 ·
1943 ·
1944 ·
1945 ·
1946 ·
1947 ·
1948 ·
1949 ·
1950 ·
1951 ·
1952 ·
1953 ·
1954 ·
1955 ·
1956 ·
1957 ·
1958 ·
1959 ·
1960 ·
1961 ·
1962 ·
1963 ·
1964 ·
1965 ·
1966 ·
1967 ·
1968 ·
1969 ·
1970 ·
1971 ·
1972 ·
1973 ·
1974 ·
1975 ·
1976 ·
1977 ·
1978 ·
1979 ·
1980 ·
1981 ·
1982 ·
1983 ·
1984 ·
1985 ·
1986 ·
1987 ·
1988 ·
1989 ·
1990 ·
1991 ·
1992 ·
1993 ·
1994 ·
1995 ·
1996 ·
1997 ·
1998 ·
1999 ·
2000 ·
2001 ·
2002 ·
2003 ·
2004 ·
2005 ·
2006 ·
2007 ·
2008 ·
2009 ·
2010 ·
2011 ·
2012 ·
2013 ·
2014 ·
2015 ·
2016 ·
2017 ·
2018 ·
2019 ·
2020 ·
2021 ·
2022 ·
2023 ·
2024 ·
2025